# 安德魯·李
安德鲁·李（Andrew Lee，1983年—）是一位韓裔美国企业家、软件开发人员和作家。他是2010年成立的VPN服务Private Internet Access的创始人。安德鲁·李是Mt. Gox Live的共同創辦人，Mt. Gox Live為追蹤比特幣價格的網站，這個網站之後被比特幣交易所Mt. Gox收購。
2021年5月19日，安德魯·李取得了Freenode的所有權與控制權。Freenode的前成員不滿安德魯·李的收購，因而從Freenode辭職，指控安德魯·李通過模糊的法律程序「奪走」了Freenode。在Freenode被安德魯·李接管后，Freenode前員工創辦了與Freenode類似的服務Libera Chat。

## 自稱王室
2018年10月，朝鮮高宗的孫子李錫在美國洛杉矶宣布安德鲁·李为「韓國太子」並舉行儀式，出席者包括百慕大總理伯特與全州市官員，不過安德魯與前皇室全州李氏的具體關係不明。2023年，「朝鮮國王」安德魯·李設立的無領土政權「數位朝鮮國」（Joseon Cybernation）宣布同中美洲島國安提瓜和巴布达簽訂通商條約。